# Александро-Невский собор (Царицын)
Алекса́ндро-Не́вский собо́р — утраченный православный храм в Царицыне, бывший кафедральный собор Саратовской и Астраханской епархии Русской православной церкви. Располагался на Александровской площади. Разрушен коммунистами в 1932 году.
Главный престол был освящён во имя святого князя Александра Невского.
Прототипом для постройки собора являлся Казанский собор в Оренбурге.

## История

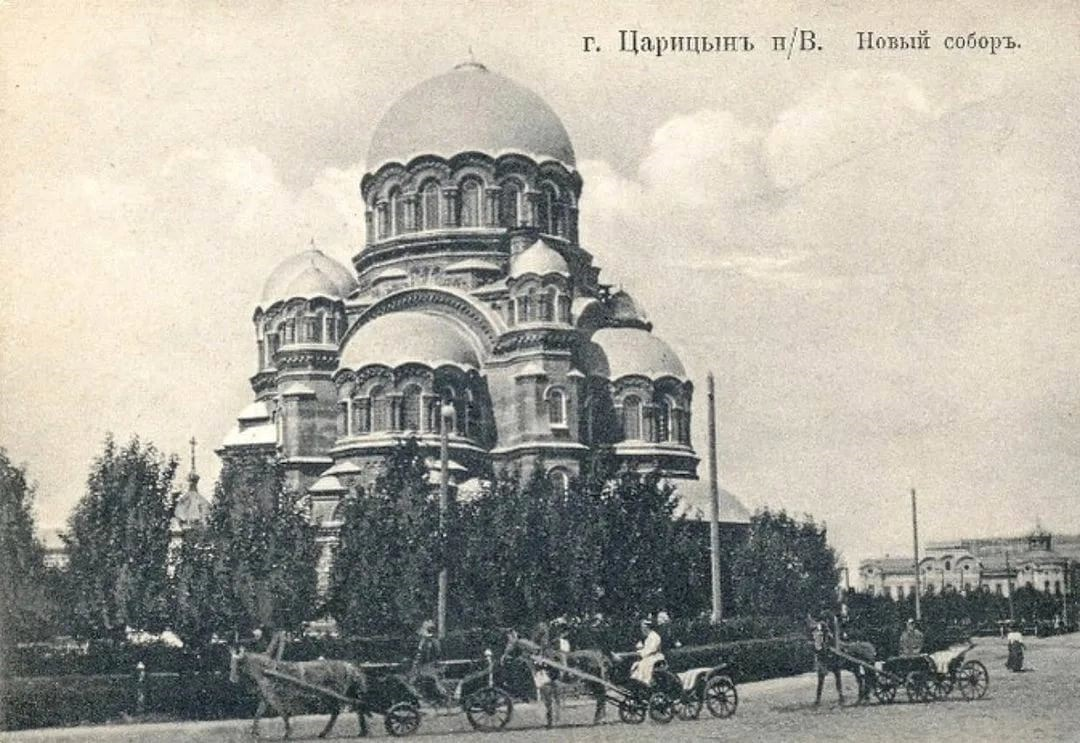
Собор на открытке 1915—1917 годов

Собор построен в начале XX века в память чудесного спасения в железнодорожной катастрофе царя Александра III, святым покровителем которого и был князь Александр Невский.
22 октября 1888 года Царицынская городская Дума решила увековечить это событие постройкой собора в честь благоверного князя Александра Невского, небесного покровителя императора.
Поскольку автора Оренбургского храма, архитектора А. А. Ященко, уже не было в живых, работу над царицынским проектом поручили саратовскому губернскому архитектору Юрию Николаевичу Терликову. Закладка храма состоялась 22 апреля 1901 года. По благословению епископа Саратовского и Царицынского Иоанна (Кратирова) церемонию возглавлял будущий священномученик Гермоген (Долганёв), епископ Вольский. В сентябре 1915 года на соборе установили купола. Роспись внутренних стен храма выполнили ученики Васнецова по его эскизам.
Храм строился на народные пожертвования 15 лет; строительство было завершено в 1916 году, а в мае 1918 года состоялось освящение собора, ставшего кафедральным. Это было огромное сооружение для малоэтажного Царицына — высотой с 18-этажный дом, 51 м в длину и около 42 м в ширину.
После гражданской войны церковная жизнь в Александро-Невском соборе остановилась, в 1929 году храм был закрыт, церковная утварь забрана, колокола сняты. Затем храм стал частью автобазы. В марте 1932 года собор взорвали.
В 2001 году с целью восстановления храма был создан Международный фонд имени святого благоверного князя Александра Невского. В 2016 году было начато строительство нового собора в нескольких метрах от исторического фундамента (в парковой зоне рядом с площадью Павших Борцов), завершившееся в 2021 году. Открытие возрождённого храма состоялось 19 сентября 2021 года.

## Священнослужители
Протоиерей Иаков Горохов (1880—1921).

## Образ в литературе
В романе писателя-фронтовика Ивана Дроздова о событиях 1930-х годов в СССР «Ледяная купель» судьба взорванного собора Александра Невского в Волгограде отождествляется с судьбой русской культуры и традиции.